# Koninklijke Tochtgenoten Atletiekclub Sint-Truiden
Koninklijke Tochtgenoten Atletiekclub Sint-Truiden (TACT) is een Belgische atletiekclub uit Sint-Truiden, aangesloten bij de VAL.

## Geschiedenis
Op 10 mei 1950 is Atletiekclub TACT ontstaan uit jeugdvereniging De Tochtgenoten. In de eerste jaren werkte de club zonder lidmaatschappen. Het doel was dan ook om de Sint-Truidense jeugd onafhankelijk van stand fysiek te bekwamen. Er werd getraind op een plein naast het voetbalveld van Nieuw Sint-Truiden. In 1955 organiseerde de club voor het eerst een veldloop in het park van kasteel Speelhof. In 1960 kreeg de club een eigen atletiekpiste. In 2005 werd de club gemachtigd de titel Koninklijk te dragen.

## Accommodatie
Atletiekclub TACT beschikt over een atletiekpiste van 400 m met 6 banen rondom die in 2003 geheel nieuw werd aangelegd.

## Wedstrijden
Atletiekclub TACT organiseert elk jaar verscheidene pistemeetings op de eigen piste. Daarnaast organiseert ze jaarlijks de Parkloop op domein Speelhof, een veldloop die deel uitmaakt van het Limburgs Crosscriterium. De club organiseerde ook een aantal keer het Belgisch kampioenschap halve marathon.